# Titulización
La titulización, también conocida por el anglicismo securitización, es una técnica financiera que consiste en la transferencia de activos financieros que proporcionan derechos de crédito (como por ejemplo facturas emitidas y no saldadas o préstamos en vigor) hacia un inversor, transformando esos derechos de crédito, mediante el paso a través de una sociedad ad hoc, en títulos financieros emitidos en los mercados de capitales.
Una titulización tiene lugar reagrupando en una misma cartera un conjunto de derechos de crédito de naturaleza similar (por ejemplo, préstamos inmobiliarios, créditos al consumo, facturas del mismo tipo, etc.) que son cedidas a una estructura ad hoc (sociedad, fondo o trust) que financia el precio de compra colocando los títulos entre los inversores. Los títulos, que suelen adoptar la forma de bonos, representan cada uno una fracción de la cartera de derechos de crédito titulizados y dan el derecho a los inversores de recibir pagos por los derechos de crédito (por ejemplo, cuando las facturas son pagadas, o cuando los préstamos inmobiliarios generan sus pagos de la mensualidad) bajo la forma de interés y de reembolso del principal.
La titulización puede, igualmente, tener por intención solamente la transferencia a los inversores del riesgo financiero ligado a los activos concernidos. En este caso, los activos no son vendidos, pero el riesgo o una parte del riesgo transferido es transferido gracias a la técnica de la titulización sintética.

## Historia
En febrero de 1970, el Department of Housing and Urban Development de Estados Unidos creó la primera transacción utilizando un activo respaldado por una hipoteca. La Asociación Nacional Gubernamental de la Hipoteca de EE. UU. (GNMA por sus siglas en inglés o Ginnie Mae) comenzó a vender activos respaldados por una cartera de préstamos hipotecarios.
Para facilitar la titulización de activos no hipotecarios, los creadores del nuevo negocio sustituyeron las mejoras crediticias privadas. Al principio, sobrecolateralizaron los pools o fondos comunes de activos. Poco tiempo después, lograron aumentar las mejoras crediticias estructurales y de terceros. En 1985, las técnicas de titulización que se habían desarrollado en los mercados hipotecarios se aplicaron por primera vez a un activo no hipotecario, los préstamos sobre automóviles. Siendo un fondo de activos que solo estaba en segundo lugar detrás de las hipotecas por volumen, los préstamos sobre automóviles se convirtieron en un buen activo para las finanzas estructuradas. Su plazo de vencimiento, considerablemente más corto que el de las hipotecas, hacía más predecible el tiempo de los cash flows, y su larga trayectoria estadística de comportamiento daba confianza a los inversores.
La primera operación de préstamo de automóvil fue una titulización de 60 millones de dólares originada por Marine Midland Bank y realizada en 1985 por la Certificate for Automobile Receivables Trust (CARS, 1985-1).
La primera venta de tarjetas bancarias de crédito llegó al mercado en 1986 con una asignación privada de 50 millones de dólares sobre préstamos de tarjetas de crédito. Esta transacción demostró a los inversores que, si los rendimientos eran suficientemente altos, los fondos comunes de activos podían soportar ventas de activos con pérdidas esperadas y costes administrativos más altos de los que existían en el mercado hipotecario. Las ventas de este tipo, sin obligación contractual para el vendedor de facilitar recurso, permitieron a los bancos recibir el tratamiento de ventas en su contabilidad (liberando su balance contable y los límites de capital), mientras que al tiempo permitían mantener las comisiones de la originación y de la facilitación de las operaciones. Tras el éxito de esta transacción inicial, los inversores ganaron en confianza aceptando cuentas por cobrar como colateral, dedicándose los bancos a desarrollar estructuras que normalizaban los cash flows.
Comenzando en los años noventa con varias transacciones privadas, la tecnología de la titulización se aplicó a varios sectores de los mercados del reaseguro y del seguro, entre ellos los de vida y de catástrofe. Esta actividad creció hasta alcanzar un volumen de aproximadamente 15.000 millones de dólares de emisiones en 2006, ocurriendo a continuación una ruptura de mercado como consecuencia del Huracán Katrina y de la Regulación XXX.
La titulización llegó a Europa hacia finales de los años ochenta, cuando las primeras titulizaciones de hipotecas se llevaron a cabo en Reino Unido. Esta tecnología no despegó realmente hasta finales de los años noventa y principios de los 2000, gracias a las innovadoras estructuras implementadas para diferentes tipos de activos, como los Mortgage Master Trusts británicos, las transacciones respaldadas por seguros o incluso tipologías de activos más exóticas (como la titulización de derechos de cobro de lotería del Gobierno de Grecia, ejecutada por Philippe Tapernoux).
Como consecuencia del credit crunch precipitado por la crisis de las hipotecas subprime, el mercado de bonos respaldados por préstamos titulizados cayó de modo significativo. Como resultado, los tipos de interés desde entonces han subido para los préstamos titulizados de activos como hipotecas, préstamos estudiantiles y créditos para automóviles.

## Activos titulizables
Existen gran cantidad de tipos de activos potencialmente titulizables, de entre los que destacan:
- Créditos hipotecarios.
- Contratos de arrendamiento con promesa de compra.
- Créditos y derechos sobre flujos de pagos.
- Derechos emanados de concesiones de infraestructuras.
- Créditos y derechos en general que consten por escrito y que tengan el carácter de transferibles.

Pero el ámbito de los bienes titulizables es muy amplio. Por ejemplo, el cantante David Bowie ha titulizado los derechos de autor de sus canciones.

## Ventajas
- Otorga liquidez.
- Es una vía de financiación para el emisor.
- Puede reducir la exposición al riesgo por parte del emisor.

## Proceso de titulización
Durante el proceso de titulización, su emisor endosa el bien no líquido a la empresa administradora, encargada de su gestión en lo sucesivo. Ésta crea un patrimonio separado con cuyo respaldo emite bonos, es decir, valores negociables.
Estos bonos se venden a inversores que asumen parte o la totalidad del riesgo inherente a los activos titulizados.
Los detalles acerca de los aspectos legales que afectan a este proceso dependen de las distintas legislaciones nacionales. Así, por ejemplo, en Chile los administradores y emisores sólo pueden ser bancos, instituciones Financieras administradoras de mutuos hipotecarios y otras que autorice la S.B.I.F.

## Actores de una titulización
- Originador o emisor: empresa o institución que posee el activo no líquido y que inicia el proceso de titulización
- Administrador: es la empresa que recibe y gestiona los activos titulizados
- Vehículo emisor o ente titulizador: son sociedades que adquieren los activos titulizables y emite de los bonos
- Estructurador o arranger: es el arquitecto principal de la titulización. Típicamente es el banco de inversión contratado por el Originador o patrocinador y que actúa como advisor en la creación y diseño de la titulización. También suele actuar como agente colocador por el cual realiza la parte de venta y colocación de los bonos en el mercado de capitales o inversores privados.
- Tomador o underwriter: un intermediario que suministra o adelanta los fondos que necesita el originador y que, una vez emitidos los bonos procurará colocárselos a los inversores finales
- Inversores: las empresas o particulares que adquieren los bonos
- Calificador de Riesgos: suele ser obligatorio que los bonos a emitir sean clasificados por una entidad especializada que evalúe el riesgo
- Depositario: los títulos de crédito y valores que integran los activos de estos patrimonios separados deben ser entregados en custodia a bancos, sociedades financieras, empresas de depósito u otro ente especializado para estos efectos.

## Normativa

### España
En España, la titulización inmobiliaria se encuentra regulada por la  Ley 19/1992, de 7 de julio, sobre régimen de sociedades y fondos de inversión inmobiliaria y sobre fondos de titulización hipotecaria. 
Más tarde se amplió con la disposición adicional 5.ª.2 de la Ley 3/1994, de 14 de abril, sobre adaptación  de la legislación española en materia de crédito a la segunda directiva de coordinación bancaria y otras modificaciones relativas al sistema financiero. y con la Ley 54/1997, del sector eléctrico.
En 1998, se creó el RD 926/1998, de 14 de mayo regulador de los fondos de titulización de activos y de las sociedades gestoras de fondos de titulización.
En la actualiada, se rigen por el título III de la Ley 5/2015 de fomento de la financiación empresarial. Además la CNMV publicó la circular 2/2016 sobre normas contables, cuantas anuales y estados financieros, y estados reservados de información estadística de los fondos de titulización que desarrolla el contenido, la forma y demás condiciones de elaboración y publicación de las obligaciones de información financiera y contable.